# Rikard
Rikard ist ein skandinavischer männlicher Vorname, der sich von Richard ableitet.

## Namensträger
- Rikard Andreasson (* 1979), schwedischer Skilangläufer
- Rikard Bergh (* 1966), schwedischer Tennisspieler
- Rikard Greenfort (1923–2013), dänischer Langstreckenläufer
- Rikard Lang (1913–1994), jugoslawischer Ökonom und Jurist
- Rikard Long (1889–1977), färöischer Dichter und Literaturkritiker
- Rikard Magnusson (* 1971), schwedischer Badmintonspieler
- Rikard Milton (* 1965), schwedischer Schwimmer
- Rikard Nordraak (1842–1866), norwegischer Komponist
- Rikard Norling (* 1971), schwedischer Fußballmanager
- Rikard Sjöblom, schwedischer Musiker
- Rikard Sundén (* 1980), schwedischer Gitarrist und Musikproduzent
- Rikard Winsnes (* 1968), schwedischer Schachspieler
- Rikard Wolff (1958–2017), schwedischer Schauspieler